# Macuco (Rio de Janeiro)
Macuco é um município brasileiro do estado do Rio de Janeiro.
Com 5 601 habitantes, segundo estimativa de 2024 do Instituto Brasileiro de Geografia e Estatística (IBGE), é o município com a menor população do Rio de Janeiro.

## História
A história de Macuco está intimamente ligada à linha férrea construída em 1860 pelo Barão de Nova Friburgo, com o objetivo de facilitar o escoamento das grandes safras de café para a então capital do império, o Rio de Janeiro.

## Demografia

### População
Segundo o Censo 2022 do IBGE, a população do município de Macuco era de era de 5 601 habitantes, ocupando a posição 92º no Rio de Janeiro.Já na estimativa de 2024, a população era de 5.601 habitantes. É o município com a menor população do Rio de Janeiro.  No Brasil ocupa a posição de nº 4.121 na lista de municípios por ordem decrescente de população, de um total de 5.569 municípios.

## Economia
Em 2021, o PIB de macuco era de R$ 214 milhões. Já o PIB per capita era de R$ 38.057,84.